# OpenNLP
Apache OpenNLP库是一个基于机器学习的自然语言文本处理的开发工具包，它支持自然语言处理中一些共有的任务，例如：標記化、句子分割、詞性標注、固有實體提取（指在句子中辨認出專有名詞，例如：人名）、淺層分析（句字分塊）、語法分析及指代。這些任務通常都需要較為先進的文字處理服務功能 。

## 參看
- 非結構化信息管理架構（Unstructured Information Management Architecture，UIMA）
- 一般文字工程架構（英语：General Architecture for Text Engineering）（GATE）
- cTAKES（英语：cTAKES）

## 外部連結
- Apache OpenNLP Website（页面存档备份，存于）